# Elecciones municipales de 2021 en la Región de Antofagasta
Las elecciones municipales de 2021 en la región de Antofagasta se realizaran los días 15 y 16 de mayo de 2021. El 29 de noviembre de 2020 se realizaron las primarias de alcaldes para que los electores definieran a los candidatos que representarían a las distintas coaliciones inscritas en las comunas para la posterior elección municipal. El listado de candidatos a alcalde y concejales por comuna fue publicado el 23 de enero por el Servel.

## Provincia de Antofagasta

### Antofagasta

#### Alcalde
| Alcalde actual             | Wilson Díaz Vázquez (PS)      | Wilson Díaz Vázquez (PS) | Wilson Díaz Vázquez (PS) | Wilson Díaz Vázquez (PS) | Wilson Díaz Vázquez (PS) |
| Candidato                  | Pacto                         | Partido                  | Votos                    | %                        | Resultado                |
| -------------------------- | ----------------------------- | ------------------------ | ------------------------ | ------------------------ | ------------------------ |
| Jonathan Velásquez Ramírez | Independiente                 | Ind.                     | 26 882                   | 25,96                    | Alcalde                  |
| Sebastián Videla Castillo  | Independiente                 | Ind.                     | 17 295                   | 16,75                    |                          |
| Pablo Iriarte Ramírez      | Chile Digno, Verde y Soberano | PC                       | 17 253                   | 16,71                    |                          |
| Fabián Ossandón Briceño    | Independiente                 | Ind.                     | 11 651                   | 11,29                    |                          |
| Wilson Díaz Vásquez        | Unidad por el Apruebo         | PS                       | 11 337                   | 10,98                    |                          |
| María Verdugo Escobar      | Independiente                 | Ind.                     | 9936                     | 9,63                     |                          |
| Roberto Soto Alballay      | Chile Vamos                   | UDI                      | 8873                     | 8,60                     |                          |

#### Concejales electos
| Candidato                | Pacto                                          | Partido | Votos | %    |
| ------------------------ | ---------------------------------------------- | ------- | ----- | ---- |
| Camilo Kong Pineda       | Frente Amplio                                  | Ind-COM | 6931  | 7,13 |
| Ignacio Pozo Piña        | Radicales e Independientes                     | PR      | 4765  | 4,90 |
| Karina Guzmán Arias      | Chile Digno, Verde y Soberano                  | FRVS    | 3141  | 3,23 |
| Paz Fuica Contreras      | Frente Amplio                                  | RD      | 2854  | 2,94 |
| Waldo Valderrama Salazar | Chile Digno, Verde y Soberano                  | PC      | 2711  | 2,79 |
| Luis Aguilera Villegas   | Chile Vamos Renovación Nacional-Independientes | RN      | 2635  | 2,71 |
| Roberto Jorquera Vergara | Radicales e Independientes                     | PR      | 2023  | 2,08 |
| Gabriel Alvial Ibarbe    | Unidos por la Dignidad                         | PRO     | 1934  | 1,99 |
| Norma Leiva Escalona     | Unidad por el Apruebo PS, PPD e Independientes | PS      | 1788  | 1,84 |
| Natalia Sánchez Muñoz    | Partido de los Trabajadores Revolucionarios    | PTR     | 1557  | 1,60 |

     Concejal que obtiene la primera mayoría de votos en las elecciones municipales, realizadas el 15 y 16 de mayo de 2021.

### Mejillones

#### Alcalde
| Alcalde actual              | Sergio Vega Venegas (Ind.) | Sergio Vega Venegas (Ind.) | Sergio Vega Venegas (Ind.) | Sergio Vega Venegas (Ind.) | Sergio Vega Venegas (Ind.) |
| Candidato                   | Pacto                      | Partido                    | Votos                      | %                          | Resultado                  |
| --------------------------- | -------------------------- | -------------------------- | -------------------------- | -------------------------- | -------------------------- |
| Marcelino Carvajal Ferreira | Unidad por el Apruebo      | PPD                        | 2835                       | 54,22                      | Alcalde                    |
| Enrique Venegas Avendaño    | Independiente              | Ind.                       | 1754                       | 33,54                      |                            |
| Rodrigo Sánchez Álvarez     | Chile Vamos                | RN                         | 326                        | 6,23                       |                            |
| Sergio Vega Venegas         | Independiente              | Ind.                       | 314                        | 6,00                       |                            |

#### Concejales
| Candidato                 | Pacto                                          | Partido | Votos | %     | Resultado |
| ------------------------- | ---------------------------------------------- | ------- | ----- | ----- | --------- |
| Manuel Monardes Rojas     | Unidad por el Apruebo PS, PPD e Independientes | Ind-PPD | 320   | 13,59 | Concejal  |
| Vladimir Pizarro Callejas | Chile Digno, Verde y Soberano                  | PC      | 276   | 11,72 | Concejal  |
| María Brevis Navarrete    | Dignidad Ahora                                 | PH      | 249   | 10,57 | Concejal  |
| Elsie Biaggini Gómez      | Chile Vamos Renovación Nacional-Independientes | Ind-RN  | 227   | 9,64  | Concejal  |
| Grecia Biaggini Sánchez   | Chile Vamos Renovación Nacional-Independientes | RN      | 152   | 6,45  | Concejal  |
| María Cabello Gutiérrez   | Unidad por el Apruebo PS, PPD e Independientes | Ind-PPD | 135   | 5,73  | Concejal  |

### Sierra Gorda

#### Alcalde
| Alcalde actual           | José Guerrero Venegas (Ind.) | José Guerrero Venegas (Ind.) | José Guerrero Venegas (Ind.) | José Guerrero Venegas (Ind.) | José Guerrero Venegas (Ind.) |
| Candidato                | Pacto                        | Partido                      | Votos                        | %                            | Resultado                    |
| ------------------------ | ---------------------------- | ---------------------------- | ---------------------------- | ---------------------------- | ---------------------------- |
| Adriana Rivera Díaz      | Chile Vamos                  | RN                           | 449                          | 35,66                        |                              |
| Deborah Paredes Cuevas   | Independiente                | Ind.                         | 420                          | 33,36                        | Alcaldesa                    |
| Ingrid Guerrero Guerrero | Unidad por el Apruebo        | PS                           | 390                          | 30,98                        |                              |

#### Concejales
| Candidato                 | Pacto                                          | Partido | Votos | %     | Resultado |
| ------------------------- | ---------------------------------------------- | ------- | ----- | ----- | --------- |
| Carlos Sepúlveda Lazo     | Unidad por el Apruebo PS, PPD e Independientes | PS      | 180   | 14,63 | Concejal  |
| Wladimir Fernández Cuevas | Chile Vamos Renovación Nacional-Independientes | RN      | 169   | 13,74 | Concejal  |
| René Ramos López          | Unidad por el Apruebo PS, PPD e Independientes | PS      | 145   | 11,79 | Concejal  |
| Ramón Vega Fernández      | Chile Vamos Renovación Nacional-Independientes | Ind-RN  | 105   | 8,54  | Concejal  |
| Mauricio Campillay Díaz   | Unidos por la Dignidad                         | PDC     | 95    | 7,72  | Concejal  |
| Julio Echeverría Rivera   | Unidos por la Dignidad                         | PRO     | 85    | 6,91  | Concejal  |

### Taltal

#### Alcalde
| Alcalde actual           | René Mardones Valencia (Ind.) | René Mardones Valencia (Ind.) | René Mardones Valencia (Ind.) | René Mardones Valencia (Ind.) | René Mardones Valencia (Ind.) |
| Candidato                | Pacto                         | Partido                       | Votos                         | %                             | Resultado                     |
| ------------------------ | ----------------------------- | ----------------------------- | ----------------------------- | ----------------------------- | ----------------------------- |
| Guillermo Hidalgo Ocampo | Independiente                 | Ind.                          | 2170                          | 43,70                         | Alcalde                       |
| Mario Acuña Villalobos   | Independiente                 | Ind.                          | 1381                          | 27,81                         |                               |
| Sergio Orellana Montejo  | Unidad por el Apruebo         | PR                            | 923                           | 18,59                         |                               |
| Patricia Mujica Silva    | Independiente                 | Ind.                          | 313                           | 6,30                          |                               |
| Mesac Molgas Mustafa     | Independiente                 | Ind.                          | 179                           | 3,60                          |                               |

#### Concejal
| Candidato                | Pacto                                          | Partido | Votos | %     | Resultado |
| ------------------------ | ---------------------------------------------- | ------- | ----- | ----- | --------- |
| Carlos Casareggio Martín | Chile Vamos UDI-Independientes                 | UDI     | 852   | 17,55 | Concejal  |
| Segundo Llanos Miranda   | Radicales e Independientes                     | Ind-PR  | 532   | 10,96 | Concejal  |
| Joanna Núñez Guerrero    | Unidad por el Apruebo PS, PPD e Independientes | PS      | 487   | 10,03 | Concejal  |
| Petronila Vergara León   | Unidad por el Apruebo PS, PPD e Independientes | Ind-PPD | 375   | 7,72  | Concejal  |
| María Mondaca Díaz       | Chile Vamos Renovación Nacional-Independientes | RN      | 273   | 5,62  | Concejal  |
| Raniero Penucci Osorio   | Chile Vamos UDI-Independientes                 | UDI     | 222   | 4,57  | Concejal  |

## Provincia de El Loa

### Calama

#### Alcalde
| Alcalde actual            | Daniel Agusto Pérez (RN)      | Daniel Agusto Pérez (RN) | Daniel Agusto Pérez (RN) | Daniel Agusto Pérez (RN) | Daniel Agusto Pérez (RN) |
| Candidato                 | Pacto                         | Partido                  | Votos                    | %                        | Resultado                |
| ------------------------- | ----------------------------- | ------------------------ | ------------------------ | ------------------------ | ------------------------ |
| Eliecer Chamorro Vargas   | Chile Digno, Verde y Soberano | FRVS                     | 11 496                   | 25,67                    | Alcalde                  |
| Daniel Agusto Pérez       | Chile Vamos                   | RN                       | 9869                     | 22,03                    |                          |
| Carolina Latorre Cruz     | Unidos por la Dignidad        | DC                       | 6874                     | 15,35                    |                          |
| Jorge Olivares Fuentes    | Independiente                 | Ind.                     | 6721                     | 15,00                    |                          |
| Miguel Ballesteros Candia | Frente Amplio                 | RD                       | 3578                     | 7,99                     |                          |
| Ledy Osandón Ferrer       | Independiente                 | Ind.                     | 3392                     | 7,59                     |                          |
| Dinka López Durán         | Nuevo Tiempo                  | NT                       | 2849                     | 6,37                     |                          |

#### Concejales
| Candidato                | Pacto                                          | Partido | Votos | %    | Resultado |
| ------------------------ | ---------------------------------------------- | ------- | ----- | ---- | --------- |
| César Rojas Andrade      | Unidos por la Dignidad                         | PDC     | 3214  | 7,54 | Concejal  |
| Malfredo Mamani Mayorga  | Chile Digno, Verde y Soberano                  | FRVS    | 1942  | 4,55 | Concejal  |
| Silvia Pizarro Campillay | Chile Digno, Verde y Soberano                  | PC      | 1634  | 3,83 | Concejal  |
| Luis Villaseca Soto      | Unidos por la Dignidad                         | Ind.    | 1443  | 3,38 | Concejal  |
| Claudio Maldonado Pérez  | Chile Vamos Renovación Nacional-Independientes | RN      | 1176  | 2,76 | Concejal  |
| Ricardo Campusano Torres | Unidad por el Apruebo PS, PPD e Independientes | PS      | 1100  | 2,58 | Concejal  |
| Cynthia Lidia Vega       | Radicales e Independientes                     | PR      | 1066  | 2,50 | Concejal  |
| Cristián Flores Toledo   | Dignidad Ahora                                 | Ind-PI  | 845   | 1,98 | Concejal  |

### Ollagüe

#### Alcalde
| Alcalde actual           | Marisol Lugo Nina (RN)        | Marisol Lugo Nina (RN) | Marisol Lugo Nina (RN) | Marisol Lugo Nina (RN) | Marisol Lugo Nina (RN) |
| Candidato                | Pacto                         | Partido                | Votos                  | %                      | Resultado              |
| ------------------------ | ----------------------------- | ---------------------- | ---------------------- | ---------------------- | ---------------------- |
| Humberto Flores González | Independiente                 | Ind.                   | 290                    | 37,32                  | Alcalde                |
| Marcos Gaete Flores      | Chile Vamos                   | UDI                    | 205                    | 26,38                  |                        |
| Víctor Nina Huanca       | Unidad por el Apruebo         | PPD                    | 177                    | 22,78                  |                        |
| Marlene Hurtado Mendoza  | Frente Amplio                 | Ind.                   | 73                     | 9,40                   |                        |
| Yessica Mamani Morales   | Chile Digno, Verde y Soberano | FRVS                   | 32                     | 4,12                   |                        |

#### Concejales
| Candidato               | Pacto                                          | Partido | Votos | %     | Resultado |
| ----------------------- | ---------------------------------------------- | ------- | ----- | ----- | --------- |
| Jhean Ramírez Domínguez | Chile Vamos Renovación Nacional-Independientes | Ind-RN  | 210   | 27,10 | Concejal  |
| Julia Pizarro Rojas     | Chile Vamos Renovación Nacional-Independientes | RN      | 72    | 9,33  | Concejal  |
| Dirk Vicentelo Cuello   | Chile Vamos UDI-Independientes                 | UDI     | 60    | 7,77  | Concejal  |
| Luis Cutipa Cayo        | Unidad por el Apruebo PS, PPD e Independientes | PS      | 52    | 6,74  | Concejal  |
| Karen Salinas Sánchez   | Chile Vamos Renovación Nacional-Independientes | Ind-RN  | 51    | 6,61  | Concejal  |
| Edwin Huayta Mendoza    | Unidad por el Apruebo PS, PPD e Independientes | Ind-PPD | 48    | 6,22  | Concejal  |

### San Pedro de Atacama

#### Alcalde
| Alcalde actual            | Aliro Catur Zuleta (Ind.)     | Aliro Catur Zuleta (Ind.) | Aliro Catur Zuleta (Ind.) | Aliro Catur Zuleta (Ind.) | Aliro Catur Zuleta (Ind.) |
| Candidato                 | Pacto                         | Partido                   | Votos                     | %                         | Resultado                 |
| ------------------------- | ----------------------------- | ------------------------- | ------------------------- | ------------------------- | ------------------------- |
| Justo Zuleta Santander    | Chile Digno, Verde y Soberano | Ind.                      | 1106                      | 29,17                     | Alcalde                   |
| María Veliz Guerra        | Unidad por el Apruebo         | PR                        | 1035                      | 27,30                     |                           |
| Manuel Garrido Hermosilla | Independiente                 | Ind.                      | 730                       | 19,26                     |                           |
| Aliro Catur Zuleta        | Chile Vamos                   | Ind.                      | 509                       | 13,43                     |                           |
| Sergio Cubillos Verasay   | Independiente                 | Ind.                      | 411                       | 10,84                     |                           |

#### Concejales
| Candidato                 | Pacto                                          | Partido  | Votos | %     | Resultado |
| ------------------------- | ---------------------------------------------- | -------- | ----- | ----- | --------- |
| Iván Bautista Colque      | Radicales e Independientes                     | Ind-PR   | 572   | 15,80 | Concejal  |
| Orlando Cortés Mora       | Radicales e Independientes                     | Ind-PR   | 307   | 8,48  | Concejal  |
| Marlene Zuleta Quiñones   | Unidos por la Dignidad                         | Ind.     | 281   | 7,76  | Concejal  |
| María Cornejo Cádiz       | Unidad por el Apruebo PS, PPD e Independientes | Ind-PS   | 257   | 7,10  | Concejal  |
| Marisol González Reyes    | Chile Digno, Verde y Soberano                  | Ind-FRVS | 181   | 5,00  | Concejal  |
| Jorge Titichoca Servantes | Chile Vamos Renovación Nacional-Independientes | Ind-RN   | 169   | 4,67  | Concejal  |

## Provincia de Tocopilla

### Tocopilla

#### Alcalde
| Alcalde actual               | Luis Moyano Cruz (Ind) | Luis Moyano Cruz (Ind) | Luis Moyano Cruz (Ind) | Luis Moyano Cruz (Ind) | Luis Moyano Cruz (Ind) |
| Candidato/a                  | Pacto                  | Partido                | Votos                  | %                      | Resultado              |
| ---------------------------- | ---------------------- | ---------------------- | ---------------------- | ---------------------- | ---------------------- |
| Ljubica Kurtovic Cortés      | Independiente          | Ind.                   | 3583                   | 43,27                  | Alcaldesa              |
| Luis Moyano Cruz             | Independiente          | Ind.                   | 2132                   | 25,75                  |                        |
| Jorge Pérez Guzmán           | Chile Vamos            | RN                     | 1043                   | 12,60                  |                        |
| Gonzalo Covarrubias Figueroa | Independiente          | Ind.                   | 920                    | 11,11                  |                        |
| Juan Arriaza Gajardo         | Independiente          | Ind.                   | 375                    | 4,53                   |                        |
| Pablo Pinasco Yáñez          | Unidad por el Apruebo  | PPD                    | 119                    | 1,44                   |                        |
| Jaime Rojas Alata            | Frente Amplio          | Comunes                | 109                    | 1,32                   |                        |

#### Concejales
| Candidato                | Pacto                                          | Partido  | Votos | %     | Resultado |
| ------------------------ | ---------------------------------------------- | -------- | ----- | ----- | --------- |
| Pablo Albornoz Campusano | Chile Digno, Verde y Soberano                  | FRVS     | 1461  | 18,14 | Concejal  |
| Ricardo Ortega Tabilo    | Chile Digno, Verde y Soberano                  | FRVS     | 1111  | 13,79 | Concejal  |
| María Olivares Soto      | Unidad por el Apruebo PS, PPD e Independientes | PPD      | 514   | 6,38  | Concejal  |
| Luis Klaus Ayala         | Unidos por la Dignidad                         | PDC      | 450   | 5,59  | Concejal  |
| Brayan Pizarro Marín     | Unidos por la Dignidad                         | Ind.     | 441   | 5,48  | Concejal  |
| Claudia Díaz Vera        | Chile Digno, Verde y Soberano                  | Ind-FRVS | 108   | 1,34  | Concejal  |

### María Elena

#### Alcalde
| Alcalde actual           | Omar Norambuena Rivera (Ind./Chile Vamos) | Omar Norambuena Rivera (Ind./Chile Vamos) | Omar Norambuena Rivera (Ind./Chile Vamos) | Omar Norambuena Rivera (Ind./Chile Vamos) | Omar Norambuena Rivera (Ind./Chile Vamos) |
| Candidato/a              | Pacto                                     | Partido                                   | Votos                                     | %                                         | Resultado                                 |
| ------------------------ | ----------------------------------------- | ----------------------------------------- | ----------------------------------------- | ----------------------------------------- | ----------------------------------------- |
| Omar Norambuena Rivera   | Chile Vamos                               | Ind.                                      | 1056                                      | 49,39                                     | Alcalde                                   |
| Viviana Cuello Rivera    | Independiente                             | Ind.                                      | 446                                       | 20,86                                     |                                           |
| Jorge Godoy Bolvarán     | Unidad por el Apruebo                     | PS                                        | 337                                       | 15,76                                     |                                           |
| Cristian Garrido Garrido | Dignidad Ahora!                           | PH                                        | 299                                       | 13,99                                     |                                           |

#### Concejales
| Candidato                  | Pacto                                          | Partido | Votos | %     | Resultado |
| -------------------------- | ---------------------------------------------- | ------- | ----- | ----- | --------- |
| Juan Viera Bugueño         | Dignidad Ahora                                 | PH      | 372   | 18,07 | Concejal  |
| Carmen Miranda Caimanque   | Unidos por la Dignidad                         | PDC     | 211   | 10,25 | Concejal  |
| Raúl Puebla González       | Chile Vamos Evópoli-Independientes             | Ind-EVO | 194   | 9,42  | Concejal  |
| Miguel Guerrero Guerrero   | Chile Vamos PRI-Independientes                 | Ind-PRI | 131   | 6,36  | Concejal  |
| Cristián Gallardo Gallardo | Chile Vamos Renovación Nacional-Independientes | Ind-RN  | 116   | 5,63  | Concejal  |
| Carmen Zamora Acuña        | Unidad por el Apruebo PS, PPD e Independientes | Ind-PS  | 115   | 5,59  | Concejal  |